# Puente Arriba
Puente Arriba es una localidad y pedanía española perteneciente al municipio de Benamaurel, en la provincia de Granada, comunidad autónoma de Andalucía. Se encuentra a una altitud de 680 m. y cuenta con una población de 184 habitantes (INE, 2023).
Conocida también por el nombre de El Salto, se encuentra situada en el valle del río Guardal, al igual que el resto de pedanías de Benamaurel, siendo la más poblada de todas y también la más apartada del resto. Limita al norte con el municipio de Castilléjar (ya en la comarca de Huéscar) y se encuentra muy bien comunicada por la carretera que une Benamaurel con la población anterior. Cuenta además con escuela propia, situada junto a la ermita local, siendo la única pedanía benamaurelense en la que se mantiene este servicio. En sus inmediaciones se encuentran las Hafas del Salto, conjunto almohade de cuevas que data del siglo XII.
Puente Arriba celebra sus fiestas durante el tercer fin de semana de agosto, en honor a Nuestra Señora del Sagrado Corazón de Jesús.
- Datos: Q6091081